# 2009.
◄ | 20. stoljeće | 21. stoljeće | 22. stoljeće | ►
◄ | 1970-ih | 1980-ih | 1990-ih | 2000-ih | 2010-ih | 2020-ih | 2030-ih | ►
◄◄ | ◄ | 2006. | 2007. | 2008. | 2009. | 2010. | 2011. | 2012. | ► | ►►
Arhitektura • Astronautika • Astronomija • Biologija • Film • Fotografija • Glazba • Kazalište • Kemija • Kiparstvo • Knjige • Književnost • Kršćanstvo • Meteorologija • Medicina • Planinarstvo • Politika • Pravo • Promet • Slikarstvo • Strip • Šport • Televizija • Znanost • Zrakoplovstvo • Željeznički promet
2009. je godina prema gregorijanskom kalendaru koja nije prijestupna, a započela je u četvrtak.
Ovom godinom se obilježavaju:
- Međunarodna godina astronomije.
- Međunarodna godina prirodnih vlakana.
- Godina Jerzyja Grotowskog.
- Osamstogodišnjica osnutka Franjevačkog reda

Papa Benedikt XVI. proglasio ju je Svećeničkom godinom.

## Događaji

### Siječanj
- 1. siječnja
  - Francuska je od Hrvatske preuzela predsjedanje Vijećem sigurnosti UN-a.
  - Češka je od Francuske preuzela šestomjesečno predsjedanje Europskom unijom.
  - U Slovačkoj je euro postao službena valuta. Dotadašnja kruna će ostati u upotrebi sljedeća dva tjedna kako bi se stanovništvo priviknulo na promjenu valute.
  - U Norveškoj je na snagu stupio zakon koji homoseksualnim osobama dopušta sklapanje braka (civilno i u određenim vjerskim zajednicama kao što su određene protestantske crkvene zajednice), te posvajanje djece, dok je homoseksualnim ženama još i dopušten odlazak na umjetnu oplodnju kako bi se djeca koja su rođena u braku dviju homoseksualnih žena, a koja su nastala kao rezultat umjetne oplodnje bila priznata kao njihova vlastita djeca. Ovim je činom Norveška postala 4. država na svijetu u kojoj se mogu sklapati istospolni brakovi koji imaju jednaka prava kao i heteroseksualni brakovi (osim činjenice da se heteroseksualni brakovi mogu sklapati u svim vrstama vjerskih zajednica, dok je to u ovom slučaju svedeno samo na određeni dio protestantskih vjerskih zajednica).
  - U Hrvatskoj je na snagu stupio "Zakon o suzbijanju diskriminacije" kojim se zakonski zabranjuje i kažnjava svaki oblik diskriminacije, kao što je narodnost, rasa, fizički izgled, genetsko naslijeđe, socijalna pozadina, jezik, spol, vjera, seksualna orijentacija ili rodni identitet.
- 4. i 6. siječnja – Na Sljemenu su održane slalomske utrke Snježna kraljica i Snježni kralj u Svjetskom kupu u skijanju.
- 16. siječnja – U Spaladium Areni je otvoreno Svjetsko prvenstvo u rukometu – Hrvatska 2009. pobjedom domaćina protiv Južne Koreje 27:26.
- 20. siječnja – Barack Obama prisegnuo je za 44. Predsjednika Sjedinjenih Američkih Država.
- 20. siječnja – U Rijeci je prilikom arheoloških istraživanja, pronađen najveći mozaik u Hrvatskoj, koji je ostatak ranokršćanske bazilike iz 4. ili 5. stoljeća.
- 25. siječnja – Vojska Šri Lanke je ušla u grad Mulaitivu, posljednje uporište Tamilskih tigrova.
- 26. siječnja – Vođe bosanskohercegovačkih stranaka, Dodik, Tihić i Čović, ugovorili su nova načela ustrojstva BiH kao decentralizirane države sa srednjim nivoom vlasti od četiri teritorijalne jedinice.

### Veljača
- 1. veljače – Jóhanna Sigurðardóttir je izabrana za premijera Islanda, čime je postala prva žena koja je postala premijerom u povijesti te države, te prvom osobom koja javno i otvoreno priznaje kako nije heteroseksualna već homoseksualna s čime je postala prva homoseksualna osoba na čelu neke države u modernoj povijesti (novi vijek).
- 1. veljače – U moskovskoj katedrali Krista Spasitelja je ustoličen Mitropolit Kiril kao 16. po redu patrijarh Moskve i cijele Rusije.
- 1. veljače – Pobjedom Francuske nad domaćinom Hrvatskom 24:19 zatvoreno je Svjetskom rukometno prvenstvo 2009.
- 3. veljače – Pred Međunarodnim sudom pravde riješen spor oko granice na moru između Rumunjske i Ukrajine.
- 8. veljače – U mađarskom gradu Vesprimu, huligani su ubili rumunjskog rukometnog reprezentativca Mariana Cozmu, a teško su ranili hrvatskog rukometnog reprezentativca Ivana Pešića i srpskog rukometnog reprezentativca Žarka Šešuma.
- 11. veljače – Do daljnjega je prekinut postupak protiv Vojislava Šešelja u Haagu zbog navodno ugroženog integriteta postupka. Sudac predsjedatelj Antonetti je bio protiv ove mjere.
- 16. veljače – U Venezueli je održan referendum na kojem je 54% građana s pravom glasa odobrilo ustavne promjene koje bi, nakon što stupe na snagu, svakom predsjedniku te države omogućili da se neodređeni broj puta kandidiraju na mjesto predsjednika. Tim činom je sadašnjem predsjedniku Hugo Chávezu omogućeno ponovno kandidiranje na sljedećim predsjedničkim izborima.
- 17. veljače – Hrvatski biatlonac Jakov Fak osvojio je brončanu medalju u utrci na 20 kilometara na Svjetskom prvenstvu u južnokorejskom Pyeongchangu i tako postao prvi hrvatski osvajač medalje u nordijskim disciplinama.
- 17. veljače – Nakagawa Shoichi je odstupio s mjesta ministra financija u Japanu nakon što je na sastanku skupine G7 koji je održan 14. veljače 2009. nije uspio završiti niti jednu rečenicu zbog čega su svi sudionici zaključili kako je u alkoholiziranom stanju, što nije bio njegov jedini gaf. Zbog svih događaja podnio je svoju ostavku što je i japanski premijer Taro Aso prihvatio.
- 20. veljače – Obilježava se prvi Međunarodni dan socijalne pravde.
- 21. veljače – Snježana Pejčić u Pragu je osvojila zlatnu medalju na Europskom prvenstvu u streljaštvu, u disciplini zračne puške 10 m, a u ekipnoj konkurenciji hrvatska ženska reprezentacija osvojila je srebro.
- 22. veljače – U Kodak Theatreu u Hollywoodu (Los Angeles, SAD) odražana je 81. dodjela Oscara.
- 23. – 28. veljače – U Zagrebu traje peti po redu ZagrebDox, međunarodni festival dokumentarnog filma.

### Ožujak
- 2. ožujka – Predsjednik Gvineje Bisau João Bernardo Vieira je ubijen tijekom ožuranog napada u svojoj rezidenciji u Bissauu.
- 3. ožujka – Nepoznati napadači su u gradu Lahore u Pakistanu napali kombi koji je prevozio kriketsku momčad Šri Lanke, te tom prilikom ubijajući pet policajaca iz pratnje i dva civila, te lakše ranjavajući šest članova momčadi, te jednog teže.
- 3. ožujka – Zgrada Povijesnog arhiva grada Köln u Kölnu u Njemačkoj se urušila.
- 4. ožujka – Međunarodni kazneni sud je izdao nalog za uhićenje Sudanskog predsjednika Omar al-Bašira zbog ratnih zločina i zločina protiv čovječnosti u Darfuru. Al-Bashir je prvi vođa neke države koji je još u službi koji je optužen od Međunarodnog kaznenog suda odkako je utemeljen 2002. godine.
- 6. ožujka – U pet hrvatskih gradova (Zagreb, Split, Osijek, Vukovar i Bjelovar), obilježio se Svjetski molitveni dan – ekumensko okupljanje žena kršćanskih Crkvi.
- 7. ožujka – NASA je započela misiju Kepler lansirajući svoju novu raketu koja je nosila fotometer koji će tražiti planete izvan Sunčeva sustava a unutar galaksije Mliječnom putu, a Lansiranje se obavilo u zračne bazne stanice u Cape Canaveralu na Floridi u SAD-u.
- 16. ožujka – U St. Pöltenu u Austriji započelo suđenje Josefu Fritzlu zbog slučaja koji je prozvan "Slučaj Fritzl".
- 17. ožujka – Predsjednik Madagaskara Marc Ravalomanana je vojnim udarom svrgnut s vlasti nakon prosvjeda koji su trajali mjesec dana u Antananarivou. Vojska je nakon toga postavila vođu opozicije Andryja Rajoelina novim predsjednikom.
- 17. – 22. ožujka – U Studentskom centru u Zagrebu održavaju se Dani hrvatskog filma. Ove je godine godine prijavljeno najviše filmova do sada – 289.
- 19. ožujka – Jesefa Fritzla je sud u St. Pöltenu osudio na doživotni zatvor zbog zarobljivanja i silovanja svoje kćeri tijekom 24 godine, te za ubijstvo njihovog novorođenog djeteta.
- 22. ožujka – Održao se 34. supermaraton Zagreb – Čazma, najduža cestovna utrka u Hrvatskoj.
- 23. ožujka – Časna sestra Amadeja Pavlović posmrtno je dobila priznanje kao Pravednica među narodima za spašavanje jedne židovske djevojčice.[2]
- 27. ožujka – Bujice i popuštanje brane Situ Gintung prouzrokovalo je smrt 99 ljudi u Tangerangu, u Bantenu, u Indoneziji.
- 28. ožujka – U Hrvatskoj je obilježen "Sat za naš planet" (Earth Hour), svjetska kampanja za uštedu energije.
- 29. ožujka – U Zagrebu je svečano proslavljeno dovršenje obnove Crkve sv. Marka, koje je započeto prije 25 godina.

### Travanj
- 1. travnja – Nakon što su pohranile isprave o pristupu Sjevernoatlantskom ugovoru, Hrvatska i Albanija su primljene u NATO.
- 1. travnja – Švedski parlament je usvojio novi zakon o braku koji je spolno neutralan, a kojim se punoljetnim istospolnim parovima daje mogućnost sklapanja braka i posvajanje djece, čime su prava homoseksualnih parova u ovoj državi izjednačena s onima heteroseksualnih. Ovaj zakon stupa na snagu 1. svibnja 2009. godine.
- 1. travnja – Super računalni virus Conficker je navodno pušten u optjecaj.
- 2. travnja – Održan je drugi sastanak skupine G-20 u Londonu na kome su sudjelovali vođe tih država umjesto dotadašnje navike da na ovakvim sastancima sudjeluju samo ministri financija. Glavna tema ovog sastanka je bila globalna kriza koja je u to vrijeme trajala.
- 3. – 4. travnja – U Strasbourgu i Kehlu je na 60. obljetnicu postojanja NATO saveza odžan 21. po redu sastanak te organizacije, na kojem su Hrvatska i Albanija prvi put sudjelovale kao punopravne članice. Na njemu je bivši danski predsjednik vlade Anders Fogh Rasmussen imenovan za novog glavnog tajnika NATO-a.
- 5. travnja – Sjeverna Koreja je lansirala kontroverznu raketu koja je nosila umjetni satelit Kwangmyŏngsŏng-2. Raketa s ovim umjetnim satelitom je preletjela središnji dio Japana kako bi došla na željeni položaj, što je odmah izazvalo brze reakcije Vijeća sigurnosti UN-a, kao i sudjelovanje 6 država na razgovorima o sjevernokorejskom programu nuklearnog naoružanja.
- 6. travnja – Potres jačine 6.3 po Richterovoj ljestvici koji je pogodio srednjotalijansku regiju Abruzzo ubio je najmanje 293, te ozlijedio više od 1,500 ljudi.
- 7. travnja – U Zagrebu je održana svečanost podizanja NATO-ve zastave ispred zgrade MORH-a.
- 7. travnja – Bivši je peruanski predsjednik Alberto Fujimori osuđen na 25 godina zatvora zbog njegova naređenja tajnim službama da provode ubojstva i otmice.
- 10. travnja – Na Fidžiju je izbila politička kriza nakon što je predsjednik te države Josefa Iloilo raspustio vladu nakon pretpostavke o vojnom udaru pod vodstvom predsjednika vlade Laisenia Qarase.
- 11. travnja – Sastanak ASEAN-a u Tajlandu je otkazan nakon što je u državi proglašeno izvanredno stanje kao odgovor na protuvladine prosvjede.
- 13. travnja – Predsjednik SAD-a Barack Obama najavio je kako je pokrenuo postupak ukidanja zabrane putovanja za Kubu.
- 15. travnja – Sjeverna Koreja je zaprijetila istupanjem iz šestostranih razgovora o razoružanju i obnoviti svoj nuklearni program kao odgovor na priopćenje Ujedinjenih naroda kojim se Pjongjang osuđuje zbog lansiranja rakete ranije ovog mjeseca.
- 17. travnja – 34 predsjednika država i vlada sastala su se u gradu Port-of-Spain, koji je glavni grad države Trinidad i Tobago, gdje je održan 5. sastanak Amerika.
- 17. travnja – Puštena je u promet dionica autoceste A5 od Osijeka do Đakova duljine 32,5 kilometara.
- 18. travnja – Iransko-američku novinarku Roxanu Saberi je iranski sud osudio na zatvorsku kaznu od osam godina zbog špijunaže u korist SAD-a.
- 18. – 30. travnja – U Bjelovaru se održava 6. kazališni festival Bok-fest (Bjelovarski odjeci kazališta).
- 20. travnja – Državne delegacije SAD-a i saveznika napustile su konferenciju Ujedinjenih naroda o rasizmu, poslije govora iranskog predsjednika Mahmuda Ahmadinežada.
- 20. travnja – Mađarski parlament je usvojio zakon koji punoljetnim istospolnim parovima omogućava sklapanje registriranog partnerstva, no ne i posvajanje djece. Očekuje se da će se ovaj zakon početi primjenjivati od srpnja 2009. godine.
- 21. travnja – UNESCO je lansirao Svjetsku digitalnu knjižnicu.
- 21. travnja – Međunarodnom sudu pravde podneske u postupku za utvrđivanje legalnosti proglašenja nezavisnosti Kosova i Metohije podnijelo je ukupno 35 zemalja članica UN-a.
- 24. travnja – U Meksiku je izbila epidemija Gripa A (H1N1), koja je u početku nosila ime "svinjska gripa" zbog činjenice da je prenesena s domaće svinje na čovjeka. Ubrzo se ovaj virus gripe proširio na mnogim drugim državama, što je prouzročilo najmanje 149 smrtnih slučajave (početak svibnja 2009.).
- 24. – 26. travnja – U Zagrebu se na Fakultetu elektrotehnike i računarstva održao 31. SFeraKon. Počasni gost SFeraKona 2009 bio je kanadski pisac fantastike R. Scott Bakker.
- 26. travnja – U Rijeci se održala akcija Homo si teć, jedno od najvećih humanitarno-športskih događanja u Hrvatskoj.
- 29. travnja – NATO je izbacio dva ruska diplomata iz NATO-va sjedišta u Bruxellesu zbog slučaja špijunaže u Estoniji.

### Svibanj
- 3. svibnja – U Zagrebu je održan veliki mimohod vatrogasaca u povodu Dana svetog Florijana, zaštitnika vatrogasaca.
- 4. svibnja – Tandja Mamadou, predsjednik Nigera, održava mirovne pregovore s grupama Tuareških pobunjenika iz sjevernog Nigera.
- 5. svibnja – Vojna pobuna u Gruziji blizu glavnoga grada te države Tbilisija.
- 7. – 9. svibnja – U Opatiji je održan 9. Kongres Hrvatskog oftalmološkog društva s međunarodnim sudjelovanjem, na kojem će biti predstavljena i oftalmologija na hrvatskoj Wikipediji.
- 8. – 10. svibnja – U Zagrebu je održano Europsko prvenstvo u karateu, hrvatski predstavnici izborili su se za šest medalja (5 pojedinačno – 3 zlatne – Petra Volf, Jelena Kovačević i Danil Domdjoni i 2 brončane – Ana Marija Čelan i Mirna Šenjug te ekipno ženske predstavnice također broncu).
- 8. svibnja – Branimir Glavaš osuđen je na 10 godina zatvora zbog zločina nad Srbima 1991., istog dana pobijegao u BiH.
- 9. svibnja – Čadske snage su pobijedile veliku kolonu pomijerenih pobunjenika.
- 11. svibnja – Raketoplan Atlantis je lansiran na STS-125, što je posljednja misija popravka Svemirskog teleskopa Hubble.
- 17. svibnja – U Republici Hrvatskoj su održani lokalni i područni izbori, prvi od osamostaljenja u kojima su načelnici, gradonačelnici i župani bili birani neposredno.

### Lipanj
- 25. lipnja – u Los Angelesu, od posljedica srčanog udara, umro je Michael Jackson.

### Srpanj
- 1. srpnja – Ivo Sanader, predsjednik Vlade Republike Hrvatske podnio je ostavku na mjesto premijera i sve stranačke dužnosti.
- 5. srpnja – Švicarski tenisač Roger Federer osvojio je Grand Slam u Wimbledonu po 6. put i 15. Grand Slam turnir u karijeri kao jedini tenisač do sada u povijesti tenisa.
- 6. srpnja – Jadranka Kosor izabrana za prvu ženu koja je bila predsjednica vlade RH.
- 24. srpnja – Željeznička nesreća u Rudinama, poginulo 6 osoba

### Rujan
- 3. rujna – U seriji eksplozija koje su se dogodile u tvornici streljiva "Prvi partizan" u Užicu, poginulo 7 a povrijeđeno je više od deset radnika.

### Listopad
- 16. listopada: U Berlinu u nazonosti njemačke kancelarke Angele Merkel ponovno otvoren Novi muzej, 70 godina od stradanja u Savezničkom bombardiranju Berlina.

### Studeni
- 1. studenoga – Prva utrka Velike nagrade Abu Dhabija.
- 4. studenoga – Predsjednici Vlada Hrvatske i Slovenije, Jadranka Kosor i Borut Pahor, potpisali su arbitražni sporazum o rješavanju graničnog pitanja između ovih dviju država.
- 19. studenoga – Započela dvodnevna regionalna konferencija o internetskom marketingu u Zagrebu – Web::Strategija 6 – Ritam društvenih valova

### Prosinac
- 1. prosinca – stupio na snagu Lisabonski ugovor
- 12. prosinca -Ministar kulture Božo Biškupić,premijerka Jadranka Kosor i gradonačelnik Zagreba Milan Bandić otvorili Muzej suvremene umjetnosti.
- 27. prosinca – održan prvi krug predsjedničkih izbora u Hrvatskoj

## Predviđeni događaji
- Počinje s radom HTV 3 Sport.
- Početak gradnje autoceste A1 do Dubrovnika.

## 2009. u športu
- 4. i 6. siječnja – Na Sljemenu su održane slalomske utrke Snježna kraljica i Snježni kralj u Svjetskom kupu u skijanju. Ivica Kostelić bio je 2., a Dalibor Šamšal 21. u muškoj konkurenciji, dok je Ana Jelušić bila 16., a Nika Fleiss 22. u ženskom slalomu.
- 16. siječnja – 1. veljače – Svjetsko prvenstvo u rukometu – Hrvatska 2009.
- 27. veljače – 2. ožujka – Svjetsko prvenstvo u biatlonu 2009.
- ? – ? – Europsko prvenstvo u streljaštvu 2009.
- 17. srpnja – 2. kolovoza – SP u plivanju i SP u vaterpolu (sastavni dijelovi Svjetskog prvenstva u vodenim športovima 2009.)
- 7. rujna – 20. rujna – Europsko prvenstvo u košarci – Poljska 2009.

## Smrti

### Siječanj
- 4. siječnja – Ivan Gubijan, hrvatski atletičar (* 1923.)
- 14. siječnja – Dušan Džamonja, hrvatski kipar (* 1928.)
- 14. siječnja – Petar Anđelović, hrvatski franjevac, provincijal Bosne Srebrene (* 1937.)
- 17. siječnja – Tomislav Crnković, hrvatski nogometaš (* 1929.)
- 27. siječnja – John Updike, američki pisac (* 1932.)
- 29. siječnja – Ivo Škarić, hrvatski jezikoslovac (* 1933.)
- 31. siječnja – Ingemar Johansson, švedski boksač (* 1932.)

### Veljača
- 1. veljače – Ferdinand Radovan, hrvatski operni pjevač (* 1938.)
- 8. veljače – Marian Cozma, rumunjski rukometaš (* 1982.)
- 18. veljače – Kamila Skolimowska, poljska atletičarka, olimpijska pobjednica (* 1982.)
- 25. veljače – Gita Šerman-Kopljar, hrvatska glumica (* 1930.)
- 27. veljače – Rudolf Miculinić, hrvatski liječnik (* 1926.)

### Ožujak
- 16. ožujka – Boris Mutić, hrvatski športski novinar (* 1939.)
- 18. ožujka – Natasha Richardson, britansko-američka glumica (* 1963.)
- 20. ožujka – Vladimir Savčić Čobi, srpski pjevač i glumac (* 1948.)

### Travanj
- 23. travnja – Ivo Bagarić, hrvatski teolog, povjesničar, svećenik i redovnik (* 1919.)
- 25. travnja – Beatrice Arthur, američka glumica (* 1922.)
- 28. travnja – Tatjana Arambašin Slišković, hrvatska književnica, novinarka i prevoditeljica. (* 1922.)

### Svibanj
- 12. svibnja – Đurđica Cvitanović, hrvatska povjesničarka umjetnosti (* 1924.)
- 26. svibnja – Danijel Marušić, hrvatski redatelj (* 1931.)

### Lipanj
- 3. lipnja – David Carradine, američki glumac (* 1936.)
- 8. lipnja – Omar Bongo,predsjednik Gabona od 1967. do 2009.(* 1935.)
- 9. lipnja – Zvonimir Berković, hrvatski filmski scenarist i redatelj, dramaturg, kritičar i esejist (* 1928.)
- 15. lipnja – Vladimir Bebić, hrvatski političar (* 1946.)
- 19. lipnja – Dalibor Brozović, hrvatski akademik, jezikoslovac, političar (* 1927.)
- 25. lipnja – Farrah Fawcett, američka glumica (* 1947.)
- 25. lipnja – Michael Jackson, američki pop glazbenik (* 1958.)

### Srpanj
- 1. srpnja – Karl Malden, američki glumac (* 1912.)
- 11. srpnja – Žan Marolt, bosanskohercegovački glumac (* 1964.)
- 12. srpnja – Darko Glavan, hrvatski povjesničar umjetnosti, glazbeni kritičar (* 1951.)
- 17. srpnja – Walter Cronkite,američki novinar (* 1916.)
- 26. srpnja – Vladimir Puhalo, hrvatski glumac (* 1947.)
- 27. srpnja – Perica Richter, hrvatski vaterpolist i vaterpolski djelatnik (* 1957.)
- 31. srpnja – Sir Bobby Robson, engleski nogometaš i trener (* 1933.)

### Kolovoz
- 1. kolovoza – Corazon Aquino, predsjednica Filipina (* 1933.)
- 3. kolovoza – Ivan Milat, hrvatski slikar (* 1922.)
- 6. kolovoza – Savka Dabčević-Kučar, hrvatska političarka i ekonomistica (* 1923.)
- 7. kolovoza – Igor Krasavin, bjeloruski glumac (* 1971.)
- 25. kolovoza – Virgilije Nevjestić, hrvatski grafičar, slikar i pjesnik
- 25. kolovoza – Branimir Souček, hrvatsko-austrijski novinar (* 1942.)
- 28. kolovoza – Emil Glad, hrvatski glumac (* 1929.)
- 29. kolovoza – Yolanda Varela, meksička glumica (* 1930.)

### Rujan
- 6. rujna – Vanja Drach, hrvatski glumac (* 1932.)
- 6. rujna – Nada Iveljić, hrvatska književnica (* 1931.)
- 13. rujna – Norman Borlaug,američki agronom (* 1914.)
- 14. rujna – Patrick Swayze, američki glumac (* 1952.)
- 30. rujna – Claude Lévi-Strauss – francuski antropolog belgijskog podrijetla (* 1908.)

### Listopad
- 13. listopada – Ivan Đuranec, hrvatski rukometaš (* 1942.)

### Studeni
- 1. studenoga – Natuzza Evolo, talijanska katolička mističarka (* 1924.)
- 9. studenoga – Ilija Zovko, hrvatski glumac (* 1941.)
- 10. studenoga – Robert Enke, njemački nogometaš (* 1977.)
- 23. studenoga – Vedran Šamanović, hrvatski snimatelj, redatelj i fotograf (* 1968.)
- 25. studenoga – Josip Gucmirtl, hrvatski nogometaš (* 1942.)

### Prosinac
- 2. prosinca – Vjekoslav Šutej, hrvatski dirigent (* 1951.)
- 9. prosinca – Tea Benčić Rimay, hrvatska pjesnikinja (* 1956.)
- 20. prosinca – Brittany Murphy, američka filmska glumica (* 1977.)
- 25. prosinca – Radovan Ivšić, hrvatski pjesnik, pisac, dramatik, prevoditelj, esejist i nadrealist (* 1921.)

## Nobelove nagrade
- Fizika: Charles Kuen Kao, Willard Sterling Boyle i George Elwood Smith
- Kemija: Venkatraman Ramakrishnan, Thomas Arthur Steitz i Ada E. Yonath
- Fiziologija i medicina: Elizabeth Helen Blackburn, Carolyn Widney Greider i Jack William Szostak
- Književnost: Herta Müller
- Mir: Barack Hussein Obama II.
- Ekonomija: Elinor Ostrom i Oliver Eaton Williamson

## Ostali projekti
|  | Zajednički poslužitelj ima stranicu o temi 2009.    |
|  | Zajednički poslužitelj ima još gradiva o temi 2009. |